# マウントサイナイ病院
マウントサイナイ病院（Mount Sinai Hospital）は、アメリカ合衆国ニューヨーク市のマンハッタンにあるマウントサイナイ医科大学の附属病院。

## 概要
1852年に開業という160年以上の歴史を持つ病院。USニューズ&ワールド・レポートが選ぶ全米病院ランキングで12の専門分野でトップとなっている。

## 沿革
本院が設立された1852年頃、ニューヨーク市の他の病院ではユダヤ人に対する差別があったとされる。ユダヤ教正統派の篤志家サンプソン・シムソンがニューヨークでの急増するユダヤ系移民コミュニティーからの需要に応える形で病院を設立した。これはオハイオ州シンシナティで1847年に設立されたジューイッシュ病院に次ぐアメリカ合衆国で2番目のユダヤ系による病院設立であった。設立時の「ニューヨーク市ユダヤ人病院（The Jews' Hospital in the City of New York）」と言う名称から、1866年に現在の「マウントサイナイ病院」に改称された。その4年後には南北戦争で負傷した兵士たちで収容人数が満杯となった。1863年のニューヨーク徴兵暴動でも多くの負傷者の対応に当たった。
マウントサイナイ病院は様々な医師による貢献も多く成長を続け、1881年に看護学校を開設した。この看護学校は1971年に閉鎖するまでに4,700名以上の看護師を育成した。20世紀初頭にはニューヨークの人口が急増し、マウントサイナイ病院でも、輸血の進化や気管挿管麻酔器具など新たな医療分野での発見などもあり、有能な医師や専門家のニーズが高まっていた。第一次大戦に際しアメリカ陸軍医療大隊からの要請にも応え1918年にはフランスへ医療部隊の従軍を行なった。1933年にはナチス・ドイツから逃れた医師の採用の受け皿となる委員会を設立し、多くの欧州から流入した医師を受け入れた。第二次大戦勃発後は、赤十字の看護師を受け入れた。
1963年に医学校を設立、1968年にマウントサイナイ医科大学を開校。1980年にI・M・ペイ設計による初の医療施設グッゲンハイム棟を含む5億ドルの病棟施設拡大を実施。

## この病院で関連した人物
- アン・バンクロフト（子宮癌）[8]
- ホセ・ラウル・カパブランカ[9]
- プラシド・ドミンゴ（大腸癌の手術を受けた）[10]
- ビル・エヴァンス[11]
- ルディ・ジュリアーニ（前立腺癌）[12]
- ライオネル・ハンプトン（心臓発作）[13]
- フランク・ローテンバーグ[14]
- アル・ルイス[15]
- ピーター・マース[16]
- グスタフ・マーラー[17]
- ノーマン・メイラー（腎臓病で死去）[18]
- ハーポ・マルクス（心臓合併症）[19]
- グウィネス・パルトロウ（この病院で生まれた）[20]
- デビッド・パターソン（緑内障の手術を受けた）[21]
- ハビエル・ペレス・デ・クエヤル（心臓バイパス手術）[22]
- ベン・スティラー[23]
- リヴ・タイラー（1977年7月1日、この病院で生まれた）[24]
- 山田嘉光（2023年1月15日、心疾患で死去）[25]